# Kalyke (měsíc)
Kalyke (IPA: /kælɨki/ KAL-ə-kee, řecky Καλύκη) nebo též Jupiter XXIII, je retrográdní přirozený satelit Jupiteru. Byl objeven v roce 2000 skupinou astronomů z Havajské univerzity vedených Scottem S. Sheppardem a dostal prozatímní označení S/2000 J 2, platné do října 2002, kdy byl definitivně pojmenován.
Kalyke má v průměru asi ~5,2 km, jeho průměrná vzdálenost od Jupiteru činí 23,181 Mm, obletí jej každých ~721 dnů, s inklinací 166° k ekliptice (165° k Jupiterovu rovníku) a excentricitou 0,2140. Kalyke patří do rodiny Carme.